# Nighttrain
Nighttrain war eine deutsche Rock-Pop-Formation, die aus West-Berlin stammte und bis 1989 aktiv war.

## Geschichte
Treibende Kraft bei Nighttrain waren Bandleader  Heinz Huth (Gesang und Gitarre) und sein Bruder Jürgen (Schlagzeug), die ihre Karriere im Jahr 1967 mit der Gründung der Beatband The Shocs starteten, deren erste Single Lonely Days hieß. 1972 wurde die Band in Nighttrain umbenannt.
Von 1973 bis 1976 erschienen bei Metronome Records mehrere Singles wie Elisabeth, Love Buggy und das von Michael Holm produzierte Hallo Bimmelbahn. Als Tourband begleitete die Truppe Christian Anders und John Kincade durch Europa. Mit der CBS-Single Was macht der Hund auf dem Sofa feierte die Berliner Band einen großen kommerziellen Erfolg. Der Titel entwickelte sich zu einem Airplay-Hit. 
Auch die Singles Urlaubszeit ist die schönste Zeit und Ick renn’ durch’n Park (ein Cover des Hits A Walk in the Park der Nick Straker Band) waren ähnlich erfolgreich. Die Single Rag Doll erreichte Platz 24 der österreichischen Charts. Die Huth-Komposition Hallo Bimmelbahn (1973) wurde später von Frank Farian produziert und mit neuem Text als Gotta Go Home von Boney M. veröffentlicht (1979). Das Duo Duck Sauce verwendete das Sample 2010 im Song Barbra Streisand.

## Diskografie
- 1979: Golden Oldies (LP, Metronome)